# Радзовце
Радзовце (слч. Radzovce) насељено је мјесто са административним статусом сеоске општине (слч. obec) у округу Лучењец, у Банскобистричком крају, Словачка Република.

## Становништво
| Година:    | 1994. | 2004.   | 2014.   | 2024.   |
| ---------- | ----- | ------- | ------- | ------- |
| Број људи: | 1620  | 1601    | 1553    | 1557    |
| Разлика:   |       | -1,17 % | -2,99 % | +0,25 % |

| Година:    | 2023. | 2024.   |
| ---------- | ----- | ------- |
| Број људи: | 1548  | 1557    |
| Разлика:   |       | +0,58 % |

Према подацима о броју становника из 2011. године насеље је имало 1.573 становника.